# 西迪布拜凱爾區
35°01′44″N 0°03′25″E / 35.0289°N 0.0569°E
西迪布拜凱爾區（阿拉伯语：‎），是阿爾及利亞的行政區，位於該國西北部，由賽伊達省負責管轄，首府設於西迪布拜凱爾，面積784平方公里，2008年人口为65,437人，人口密度每平方公里83人。